# Voiron
Voiron is een gemeente in het Franse departement Isère (regio Auvergne-Rhône-Alpes). De gemeente telde 21.604 inwoners op 1 januari 2022. De agglomeratie (unité urbaine) Voiron telt in totaal 15 gemeenten met meer dan 62.000 inwoners. 
De gemeente maakt deel uit van het arrondissement Grenoble. Voiron ligt ongeveer 25 kilometer ten noordwesten van Grenoble, ongeveer 200 kilometer ten zuiden van Genève, 100 kilometer ten oosten van Lyon en 350 kilometer van de Côte d'Azur.

## Geografie
Voiron ligt aan de voet van het bergmassief de Chartreuse en wordt wel eens informeel de hoofdstad van de Chartreuse genoemd.  Er is veel reliëf op het grondgebied van de gemeente, met enkele heuvels die tot boven de 600 m uitsteken. In het uiterste noorden loopt een bergflank boven de 800 m. Door de stad loopt de Morge, een stortbeek, die enkele kilometers verder in de Isère uitmondt. 
De oppervlakte van Voiron bedroeg op 1 januari 2022 21,9 vierkante kilometer; de bevolkingsdichtheid was toen 986,5 inwoners per km².
De onderstaande kaart toont de ligging van Voiron met de belangrijkste infrastructuur en aangrenzende gemeenten.

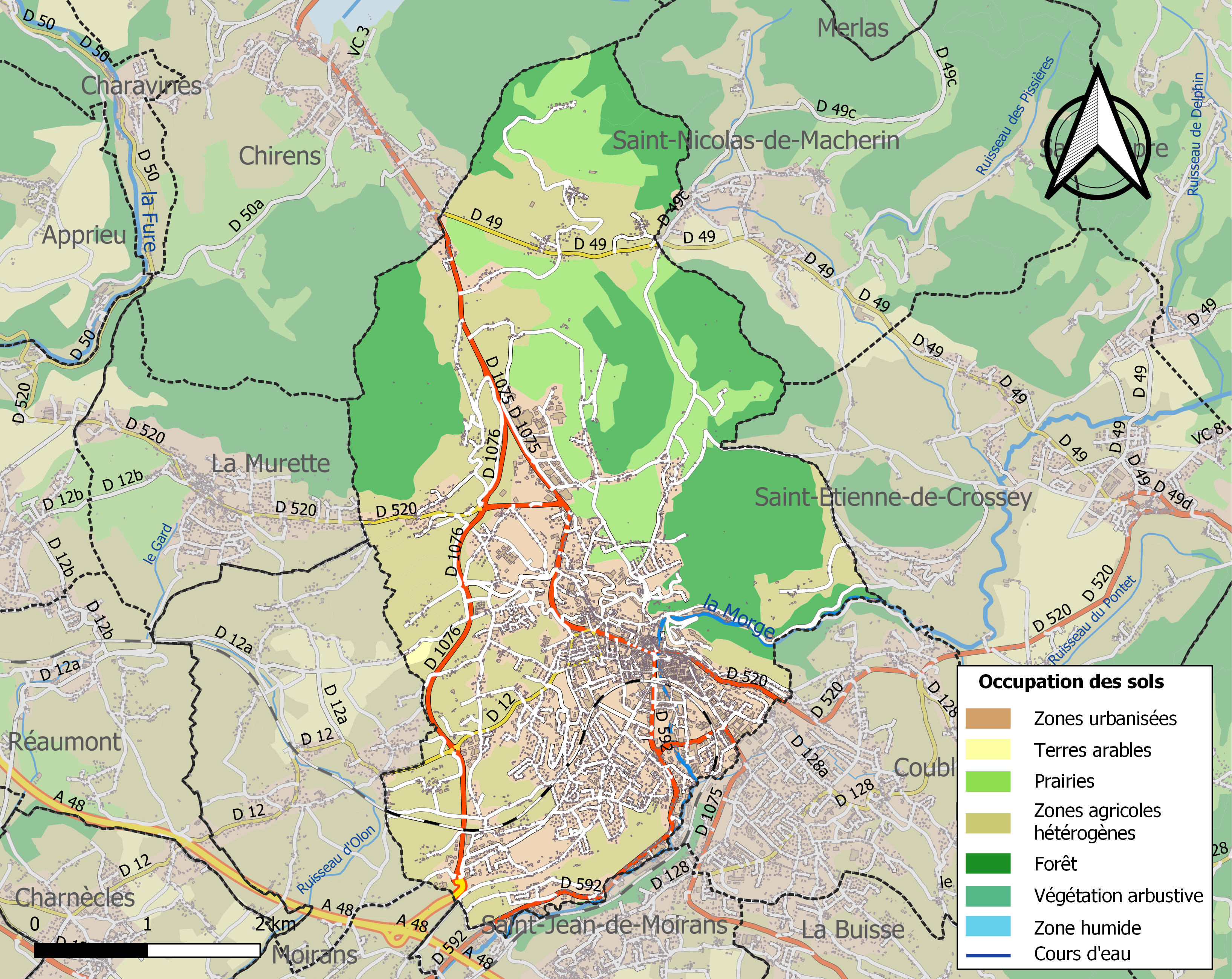

## Economie
In Voiron zijn verschillende soorten industrie gehuisvest:
- Skifabricage (het bedrijf Skis Rossignol is wereldwijd bekend)
- Textielindustrie
- Metaalverwerking
- Meubelindustrie
- Voedings- en genotmiddelenindustrie : de distilleerderij van de likeur chartreuse bevindt zich sinds 1935 in Voiron.
- Detailhandel
- Papierindustrie

## Geschiedenis
De plaats bestond al in de vroege middeleeuwen. De kerk Saint-Pierre gaat terug op een kerk uit 752. De stad was gebouwd rond een middeleeuws kasteel. Tussen de 11e en de 13e eeuw werd een muur om de stad gebouwd. Tot 1355 behoorde het gebied aan de graven van Savoye. Daarna werd het gebied onderdeel van Dauphiné en Frankrijk en verloren de stad en het kasteel hun strategisch belang. Het kasteel verkommerde en werd in de 18e eeuw afgebroken. Enkel de Tour Barral bleef bewaard.
Al in de 17e eeuw was er nijverheid in de stad. Er werd hennep en leer verwerkt. Centrum van deze activiteiten was de Morge, die waterkracht leverde. In de 19e eeuw kwam er zijde- en papierindustrie in de gemeente. De stad groeide en het centrum verplaatste zich meer naar het oosten. Daar werd vanaf 1864 de monumentale nieuwe parochiekerk Saint-Bruno gebouwd. Vanaf de jaren 1950 volgde een grote stadsuitbreiding met de bouw van nieuwe wijken zoals Brunetière, Baltiss en Le Colombier.

## Verkeer en vervoer
In de gemeente ligt spoorwegstation Voiron.

## Demografie
Onderstaande figuur toont het verloop van het inwonertal (bron: INSEE-tellingen).